# NLDA Tour
Il NLDA Tour (acronimo di Nei letti degli altri Tour, conosciuto anche come European Tour 2024 per le date in Europa) è il terzo tour musicale del cantautore italiano Mahmood, a supporto del suo terzo album in studio Nei letti degli altri (2024).
La prima parte del tour si è svolta nella primavera 2024 nei club europei e italiani, mentre, a partire da ottobre 2024 a maggio 2025, l'artista si è esibito nei principali palazzetti italiani.

## Scaletta
1. NLDA Intro
2. Bakugo
3. Klan
4. Tutti contro tutti
5. Nei letti degli altri
6. Paradiso
7. Inuyasha
8. Brividi
9. Sabri Aleel
10. Ghettolimpo
11. Neve sulle Jordan
12. Dorado / Proibito / Talata
13. Personale
14. Overdose
15. T'amo
16. Il Nilo nel Naviglio
17. Stella cadente
18. Nel tuo mare
19. Cocktail d'amore
20. Rapide
21. Sempre / Jamais
22. Barrio / Kobra
23. Ra ta ta
24. Soldi
25. Tuta gold

Note
- Nella data a Berlino del 21 aprile, il concerto è stato aperto insieme a Slim Soledad con il brano NLDA Intro.
- Nella data a Milano del 17 maggio, la canzone Paradiso è stata eseguita insieme agli ospiti Chiello e Tedua.
- Nella data a Milano del 18 maggio, la canzone Neve sulle Jordan è stata seguita in duetto con Capo Plaza.
- A partire dalla data di Jesolo del 18 ottobre, Ra ta ta è stata aggiunta in scaletta.
- Nella data a Milano del 21 ottobre, Mahmood ha eseguito Sempre / Jamais insieme a Angèle.
- Nella data a Milano del 22 ottobre, Mahmood ha eseguito Brividi insieme a Blanco e Sant'Allegria in duetto con Ornella Vanoni.
- Nella data a Roma del 27 ottobre, è stata aggiunta in scaletta Rubini cantata in duetto con Elisa.
- A partire dalla data di Bologna del 17 maggio 2025, T'amo e Il Nilo nel Naviglio sono state rimosse dalla scaletta e sostituite con Sottomarini.

## Date del tour
| Data            | Città            | Stato       | Luogo                            | Artisti d'apertura |
| --------------- | ---------------- | ----------- | -------------------------------- | ------------------ |
| 4 aprile 2024   | Esch-sur-Alzette | Lussemburgo | Rockhal                          | N.D.               |
| 7 aprile 2024   | Londra           | Regno Unito | O2 Forum Kentish Town            | N.D.               |
| 8 aprile 2024   | Parigi           | Francia     | L'Olympia                        | N.D.               |
| 10 aprile 2024  | Zurigo           | Svizzera    | Komplex 457                      | N.D.               |
| 12 aprile 2024  | Thônex           | Svizzera    | Salle des Fêtes                  | N.D.               |
| 13 aprile 2024  | Colonia          | Germania    | Live Music Hall                  | N.D.               |
| 15 aprile 2024  | Amsterdam        | Paesi Bassi | Paradiso Grote Zaal              | N.D.               |
| 16 aprile 2024  | Bruxelles        | Belgio      | Cirque Royal / Koninklijk Circus | N.D.               |
| 18 aprile 2024  | Stoccarda        | Germania    | Halle @ Im Wizemann              | N.D.               |
| 21 aprile 2024  | Berlino          | Germania    | Huxley's Neue Welt               | N.D.               |
| 22 aprile 2024  | Varsavia         | Polonia     | Klub Stodoła                     | N.D.               |
| 8 maggio 2024   | Madrid           | Spagna      | La Riviera                       | N.D.               |
| 9 maggio 2024   | Barcellona       | Spagna      | Razzmatazz                       | N.D.               |
| 11 maggio 2024  | Murcia           | Spagna      | Sala Mamba!                      | N.D.               |
| 17 maggio 2024  | Milano           | Italia      | Fabrique                         | N.D.               |
| 18 maggio 2024  | Milano           | Italia      | Fabrique                         | N.D.               |
| 18 ottobre 2024 | Jesolo           | Italia      | Palazzo del Turismo              | N.D.               |
| 21 ottobre 2024 | Milano           | Italia      | Unipol Forum                     | Slim Soledad       |
| 22 ottobre 2024 | Milano           | Italia      | Unipol Forum                     | N.D.               |
| 25 ottobre 2024 | Firenze          | Italia      | Nelson Mandela Forum             | N.D.               |
| 27 ottobre 2024 | Roma             | Italia      | Palazzo dello Sport              | Slim Soledad       |
| 31 ottobre 2024 | Napoli           | Italia      | Pala Parthenope                  | N.D.               |
| 17 maggio 2025  | Bologna          | Italia      | Unipol Arena                     | N.D.               |
| 20 maggio 2025  | Roma             | Italia      | Palazzo dello Sport              | N.D.               |
| 21 maggio 2025  | Napoli           | Italia      | Pala Parthenope                  | N.D.               |
| 24 maggio 2025  | Torino           | Italia      | Inalpi Arena                     | N.D.               |
| 25 maggio 2025  | Milano           | Italia      | Unipol Forum                     | N.D.               |